# アラビア語中央アジア方言

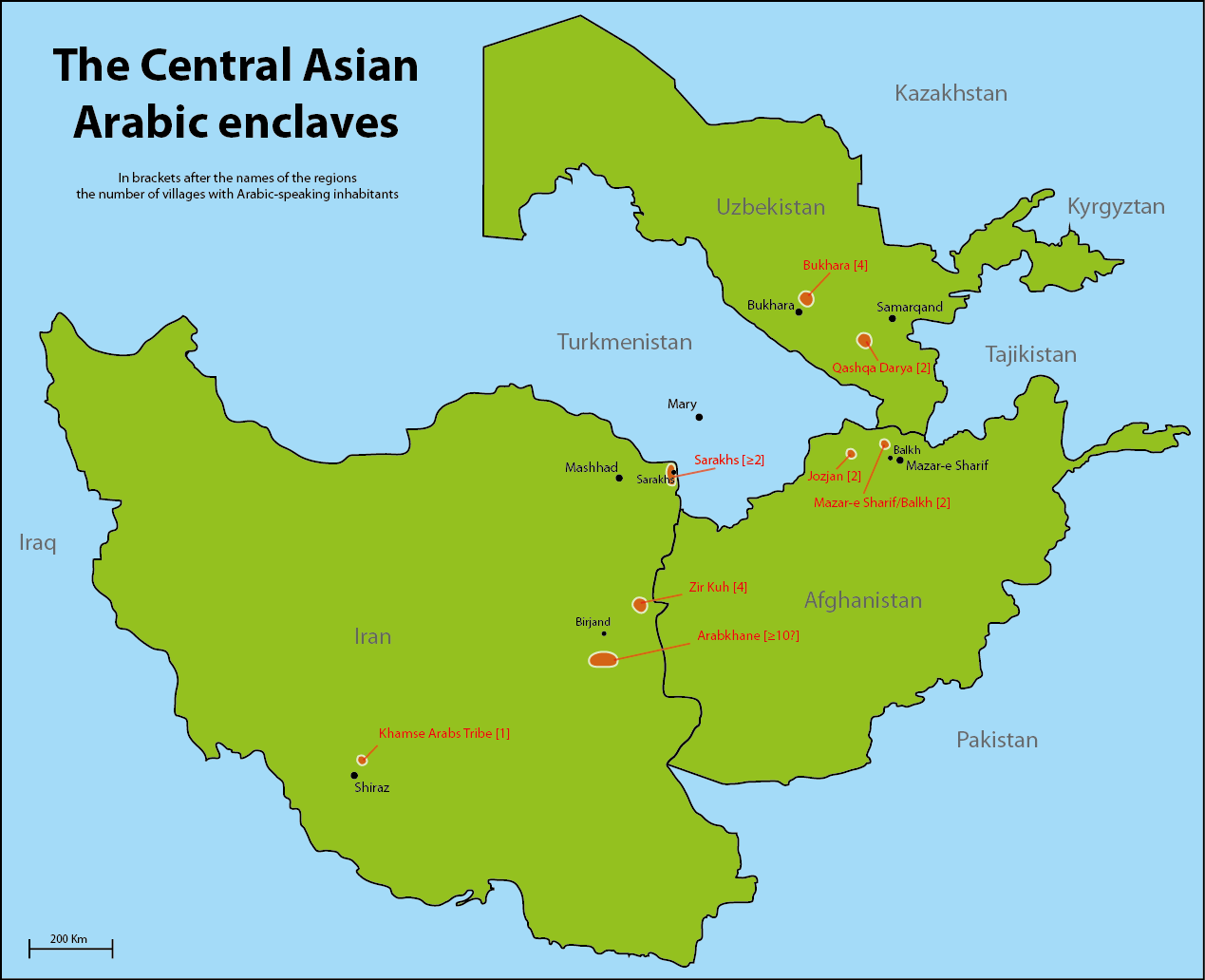
主なアラビア語中央アジア方言言語島

アラビア語中央アジア方言（アラビアごちゅうおうアジアほうげん、英: Central Asian Arabic）は、アラビア語の口語（アーンミーヤ）のひとつで、アフガニスタン、タジキスタン、ウズベキスタンに話者がいる消滅の危機に瀕する言語である。かつては中央アジアの定住民や遊牧民のアラブ人社会において多くの人により話されていた。現在のウズベキスタンのサマルカンド州やブハラ州、カシュカダリヤ州、スルハンダリヤ州、現在のタジキスタンのハトロン州さらにはアフガニスタンの領域にも話者が存在した。しかし、現在では、中央アジアのアラブ人の大半がダリー語やウズベク語を話しアラビア語中央アジア方言を話さない。
現在ではアラビア語中央アジア方言は下位方言ごとに周辺言語の影響を大きく受け、方言によっては互いに意思の疎通が困難な程の違いが存在している。例えばブハラ方言はタジク語、カシュカダリヤ方言はテュルク諸語の影響を大きく受け、意思疎通が困難である。
最近の研究によりアラビア語ホラーサーン方言もアラビア語中央アジア方言に分類でき、カシュカダリヤ方言に近いとされる

アラビア語の口語（アーンミーヤ）の方言地図

。